# Междуритуална епископска конференция в България
Междуритуалната епископска конференция в България (на латински: Conferentia episcoporum Bulgariæ) е църковна институция, орган на католическата църква в България. Тя включва епископите на двете католически епархии от римски и едната от византийско-славянски обред и поради това се нарича междуритуална. Органът има основно изпълнителна власт, в редки случаи и законодателна.

## Цел и предпоставки
Във всяка държава католическите епископи се събират в епископска конференция, на която решават общите проблеми на вярата и на местната католическа църква. Първата национална епископска конференция в света се създава през 1830 година в Белгия. Съществуват над 100 национални епископски конференции, които обхващат цялата територия на дадената държава. Съществуват също около 15 епископски конференции, обхващащи повече от една страна, като например епископските конференции на Светите земи или Скандинавия.
През дълъг период от време съществуват неформални събрания на епископите от даден регион, но Вторият ватикански събор официално установява тази институция в католическата църква с Декрета за пасторалната дейност на епископите „Christus Dominus“, обнародван през 1965 г. от папа Павел VI. Същият папа със своето моту проприо „Ecclesiæ sanctæ“ от 1966 година разпорежда са се създадат поясняващи допълнения към някои документи на Събора, между които и за „Christus Dominus“. Действията, правата и задълженията на епископските конференции се регулират от Кодекса по църковно право от 1983 година (канони 447 – 459). Естеството на конференциите и тяхната учителска власт се регулира от моту проприо на папа Йоан Павел II „Apostolos suos“ от 1998 година.

## История
Формално Междуритуалната Епископска конференция в България съществува от 1970 година. На 3 ноември 1976 година в България пристига делегация на Ватикана начело с кардинал Аугостино Казароли, който поставя пред българските власти въпроса за признаване на католическата църква в България за юридическо лице и епископската конференция като ръководен орган. Въпреки обещанията, това не е сторено. През 1979 година е направен нов опит да се признае епископската конференция от тримата български епископи – архиепископ Методий Стратиев, епископ Богдан Добранов и епископ Самуил Джундрин – като ръководен орган на католическата църква, но Комитетът по въпросите на църквата и религиозните култове отказва да признае нейните правомощия. На следващата година е направен отново опит, който също завършва неуспешно.
Признаването на конференцията от официалната власт става факт с назначаването на архиепископ Марио Рици за апостолически нунций в България през 1991 г. През същата година е основан органът на институцията вестник „Истина-Veritas“, съществувал до декември 2017 година. През 1993 година конференцията взема решение за координиране на благотворителността на католическата църква в България, чрез създаване на нестопанската организация „Каритас България“.
Седалището на Междуритуалната епископска конференция в България е в град София, ул. „Оборище“ 5. „Благовещение Господне“ е параклис при седалището на Епископската конференция.

## Състав
Членове
- епископ Петко Вълов - председател на конференцията и софийски епископ
- вакантен - член на конференцията и софийско-пловдивски епископ
- епископ Страхил Каваленов - член на конференцията и никополски епископ
- епископ Румен Станев - генерални секретар и помощен епископ на Софийско-пловдивската епархия

Говорител
- Ива Михайлова - официален говорител[4]

Бивши председатели
- архиепископ Методий Стратиев (1971 - 1995)[5]
- епископ Христо Пройков (1995 - 2024)

Бивши членове
- епископ Самуил Джундрин (1991 - 1994)
- епископ Петко Христов (1995 - 2020)
- епископ Георги Йовчев (1991 - 2025)

Бивши генерални секретари
- отец Петър Кьосов ( 2001 - 2003)
- отец Сречко Римац (2008 - 2014)[1]
- Богдан Паташев (2017 - 2019)
- проф. Владимир Градев (2019 - 2020)
- отец Петко Вълов (2021 - 2024)

Бивши официални говорители
- проф. Владимир Градев

## Структура
Епископската конференция в България има следната структура:
Комисията за духовенството
- запознаване с документите на Светия престол, отнасящи се до свещенството и свещеническата служба
- превод на тези текстове и разпространяването им всред духовенството
- информация за нови публикации, отнасящи се до свещенството и свещеническата служба
- въпроси, отнасящи се до реда сред духовенството, пенсионната възраст, период на изпълняване на службата на енорийски свещеник, грижа за болни или в трудна ситуация духовници
- Човешко, религиозно-духовно, интелектуално и пасторално образование на духовниците
- Председател: ...

Комисия за институтите за богопосветен живот и за обществата за апостолически живот
- Председател: Страхил Каваленов

Комисия за Божествения култ и дисциплината на тайнствата
- грижа за Божествения култ под обредна и дешепастирска гледна точка
- грижа за позалитургичния култ и различните форми на литургично апостолство
- въвеждане на решенията на Светия престол и на Епископската конференция в България в областта на култа
- грижа за превод на текстове и литургични инструкции
- грижа за литургичното образование на духовенството и на верните, за правилността на отслужването на Светата Литургия, за литургичните текстове и за красотата на църковните песни
- създаване на условия за по-ясно разбиране на Божието слово чрез печатни материали
- Председател: Георги Йовчев

Комисия за католическото възпитание и за званията
- грижа за образованието в католическите семейства, на децата, младежите и студентите
- грижа за духовните и монашеските звания
- Председател: ...

Съвет за пастирска грижа над емигрантите и пътуващите
- грижи за хората, които поради пътуващия стил на живот не са обхванати от традиционните църковни структури (бежанци, моряци и други).
- Председател:

Съвет за пастирска грижа над здравната служба
- грижа за душепастирстирството на здравните работници и пациентите
- разрешаване на проблеми в областта на биоетиката и светостта на човешкия живот
- Председател:

Съвет „Iustitia et Pax“ (Справедливост и мир)
- обсъждане на проблемите на обществената справедливост и мира в света и грижа за присъствието на тези ценности всред хората
- Председател: Георги Йовчев

Съвет за подпомагане на единството между християните
- отговаряне за екуменичния диалог на Католическата Църква в България с другите християнски вероизповедания
- Председател:

Съвет „Cor unim“ (Едно сърце)
- координиране на благотворителната дейност на Католическата Църква в България
- Председател:

Съвет за семействата
- пропагандиране на традиционните семейни ценности и класическите семейни модели
- Председател: Георги Йовчев

Съвет за светските лица
- проблемите на апостолата на светските лица
- Председател: Георги Йовчев

Съвет за катехизация
- подготвяне на катехитични програми и катехизиси
- грижа за катехизацията в енориите
- подготвяне на катехисти
- Председател: Георги Йовчев